# 裴御珍
裴御珍（： Bae Eo-jin */?，1994年11月8日—，绰号：Dade、大帝），韩国庆尚北道庆州市人，《英雄联盟》前职业选手，曾在CJ Entus、MVP Ozone、Samsung Blue、Masters 3、Qiao Gu Reapers以及Newbee担任中单选手。